# تنديغ

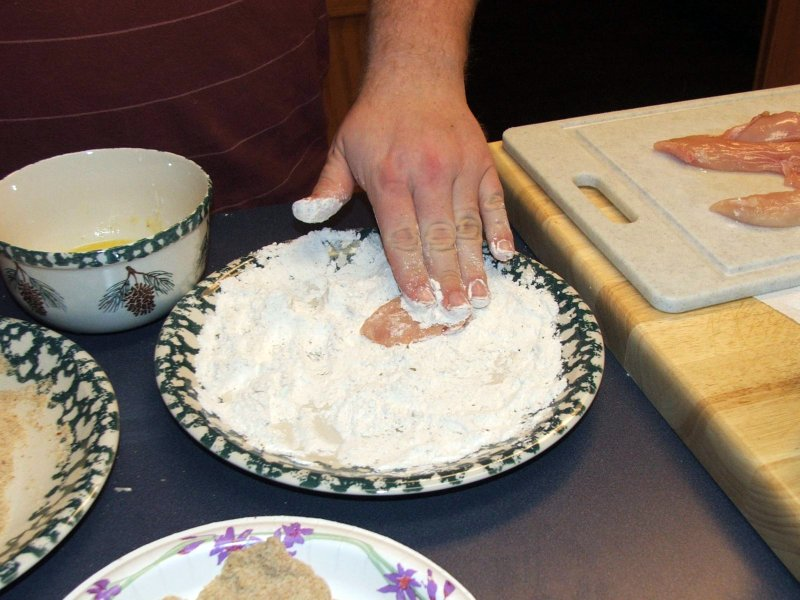
تنديغ شريحة دجاج بطحين وبيضة مخفوقة وفتات الخبز.

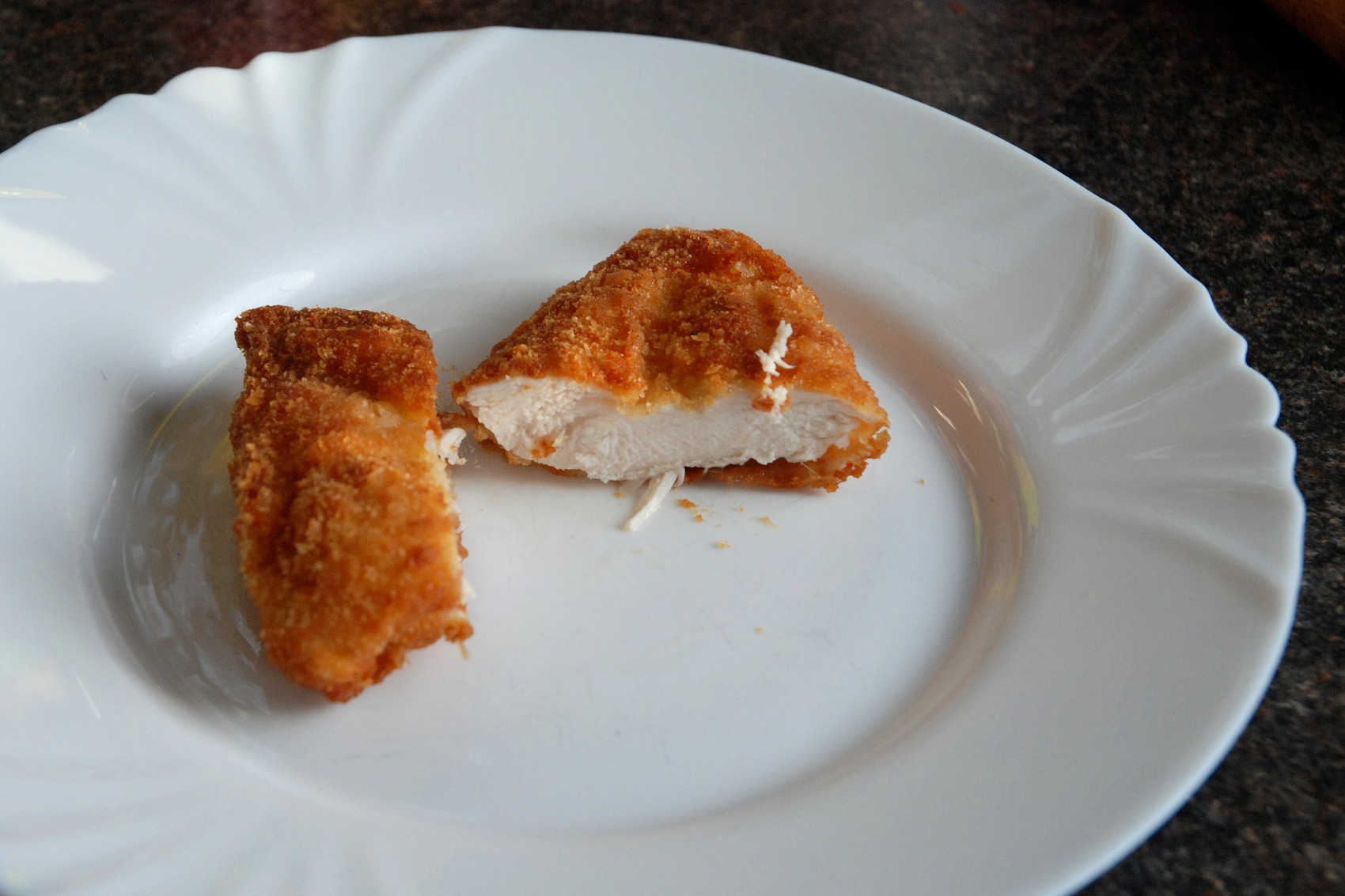
شريحة الدجاج بعد تحميرها في المقلاة

التنديغ أو في العامية (الغط أو التغطيس في الطحين) تقنية طهي تستخدم لتغليف الأطعمة الرطبة أو المبللة بمكون جاف قبل الطهي. لا يتطلب التنديغ أكثر من سحب أو دحرجة الطعام الرطب في المادة الجافة أو ذري مسحوقها فوقه لتوفير طلاء متساوٍ. هذه التقنية شائعة في الأطعمة المقلية، مثل السمك المقلي أو شرحات الدجاج.

## مزايا التنديغ
هناك عدة أسباب لتنديغ الطعام قبل القلي:
- يحبس الدقيق والمكونات الجافة الأخرى الرطوبةَ في الطعام لمنعه أن يصبح قاسيًا.
- تعمل الكسوة المطبق على الطعام كحاجز يمنع الطعام من الالتصاق بالوعاء أثناء طهيه.
- تساعد الكسوة على تحمير الطعام وتوفير سطح هشاّ.
- يتيح الغلاف الخارجي للطعام أن يصبح هشًا وداكنًا بشكل متساوٍ دون احتراق.
- يضيف التوابل في الغلاف مذاقاً للطعام.

## التسمية
التنديغ مصدر الفعل ندَّغ قياساً. ورد في المعجم الوسيط ندَّغ العجين: أي ذرَّ عليه الطحين. وهو ترجمة للفعل Dredge، كما ورد في قاموس إلياس العصري.